# Битка при Фарсала
Битката при Фарсала е решително сражение между войските на Гай Юлий Цезар и Помпей Велики, които се борят за едноличната власт на Рим.

## Предистория
През 1 век пр.н.е. Римската република преживява политическа криза. През 60 пр.н.е. трите най-големи политически фигури – Марк Крас, Гней Помпей и Юлий Цезар сключват таен съюз за борба с римския сенат. Този съюз се нарича Първи триумвират и изиграва голяма роля в държавните дела на Рим, но през 53 пр.н.е. Крас е убит, а Цезар и Помпей започват борба един с друг за едноличната власт. При това Помпей е поддържан от привържениците на традиционното сенатско управление, а Цезар от привържениците на монархията.
През 49 пр.н.е. Сенатът лишава Гай Юлий Цезар от неговите пълномощия и заповядва да се разпусне армията, намираща се в Галия. В отговор на това Цезар обявява война на Рим и скоро начело на своите войски прави победоносно шествие из Италия. В същата година той разбива войската на Помпей Велики и неговите поддръжници в битката при Илерда, принуждавайки Помпей да бяга в Гърция и временно да се настани в град Лариса.
През есента на 49 пр.н.е. Цезар получава пълномощия на диктатор, а през юни 48 пр.н.е. неговата армия влиза в Тесалия.
Войските на Помпей и Цезар се разполагат недалеч от град Фарсала. Армията на Помпей Велики има числен превес, но той е незначителен (самият Цезар посочва, че армията му е два пъти по-малка от тази на противника, но историците са склонни да се съмняват в думите му). Числеността на всяка от двете армии е около 30 000 души, но армията на Помпей има неголям превес при конницата.
Юлий Цезар решава да не отлага решителното сражение, тъй като продоволствените му запаси са към края си, а набирането им във военни условия е изключително трудно.
Бойният строй на армията на Помпей се състои от три линии, разтеглени по дължината на фронта. Всяка линия има по 10 редици. На десния фланг, който се опира в ручей със стръмни брегове, се намират киликийския легион и войските, пристигнали от Сирия, а конницата, стрелците и прашкарите заемат левия фланг. Отделен отряд е оставен за охрана на укрепения лагер.
Цезар заповядва на войските си да сринат укрепленията на собствения си лагер, показвайки им, че няма да има къде да се скрият в случай на поражение. Той също разполага войниците си в три линии. Левият фланг на позицията му се опира в ручея – там Цезар поставя два легиона, понесли големи загуби в предните битки. На десния фланг той разполага своя най-прославен легион – X, и го подсилва с конница и лековъоръжена пехота. Освен това, Цезар отделя няколко кохорти и образува от тях допълнителна, четвърта, линия – под ъгъл спрямо десния си фланг.

## Битката
Помпей предоставя на противника си възможността да започне сражението, пазейки силите на своите войски. Легионите на Цезар се хвърлят в атака.
Когато започва фронталното сражение, Помпей заповядва на конницата и лековъоръжените пехотинци да атакуват десния фланг на позицията на Цезар. Конницата на Цезар се обръща в бягство, увличайки със себе си, в дълбочина на своя десен фланг, преследвачите, които се надяват да ударят в тил войските на врага. Иззад фланга на Цезар обаче излизат шестте кохорти пехота, които атакуват нищо неподозиращите конници. Стрелците и прашкарите довършват разгрома на най-силния отряд на Помпей.
Унищожили конницата, прикриваща левия фланг на противника, конницата и пехотинците на Цезар атакуват фланга. Едновременно в атака минават и останалите легиони на Цезар. Не издържайки на натиска на врага, войниците на Помпей се скриват под защитата на укрепения си лагер. Самият той е оставил войските си по-рано – още като вижда, че конницата му е попаднала в засада. Помпей успява да се добере до кораб и се отправя за Египет.
Легионите на Цезар превземат от движение лагера на противника с щурм, а после започват преследване на бягащите войници. Скоро голяма част от верните на Помпей легионери са взети в плен.

## Последствия
Тази победа позволява на Гай Юлий Цезар да стане диктатор – първо за 10 години, а след това Сенатът му присвоява тази титла пожизнено.
Битката при Фарсала е описана от:
- Юлий Цезар – Записки за гражданската война
- Плутарх – Успоредни животописи: Брут. Юлий Цезар. Помпей
- Апиан – Римска история